# Ulica Francuska
La rue Francuska (Ulica Francuska, soit la « rue française ») est une rue du quartier de Saska Kępa de Varsovie, qui commence au parc Przymierza et se termine au Rond point George Washington (pl). Le long de la rue, on trouve des maisons d'habitation particulières (dont des bâtiments historiques de l'entre-deux-guerres), et les arbres qui poussent le long de celle-ci lui confèrent le caractère d'une avenue.
Les maisons les plus anciennes encore existantes ont été construites dans les années 1930. En septembre 1939, des combats ont lieu dans la rue Francuska. 
La rue a conservé son caractère commercial même après la fin de la Seconde Guerre mondiale, lequel s'est encore renforcé après 1989. Depuis 2006, elle accueille les principaux événements du festival de Saska Kępa (pl), et, depuis 2012, le Festival français. Son nom fait référence au rôle de la France en tant qu'alliée officielle de la Deuxième République polonaise.

## Tracé
La rue Francuska s'inscrit dans la continuation de la rue Wersalska (« rue de Versailles ») et de rue Paryska (pl) (« rue de Paris »), de la Place Przymierza au rond-point de Washington. Elle coupe les rues Obrońców (pl), Walecznych (pl), Berezyńska et Lipska. La rue Francuska est à double sens et à voie unique sur toute sa longueur, avec des voies de virage dédiées aux rues Zwycięzców, Obrońców, Berezyńska et Lipska. Il n'y a pas de pistes cyclables le long de la rue, mais elle est desservie par des lignes de bus publics.

## Histoire

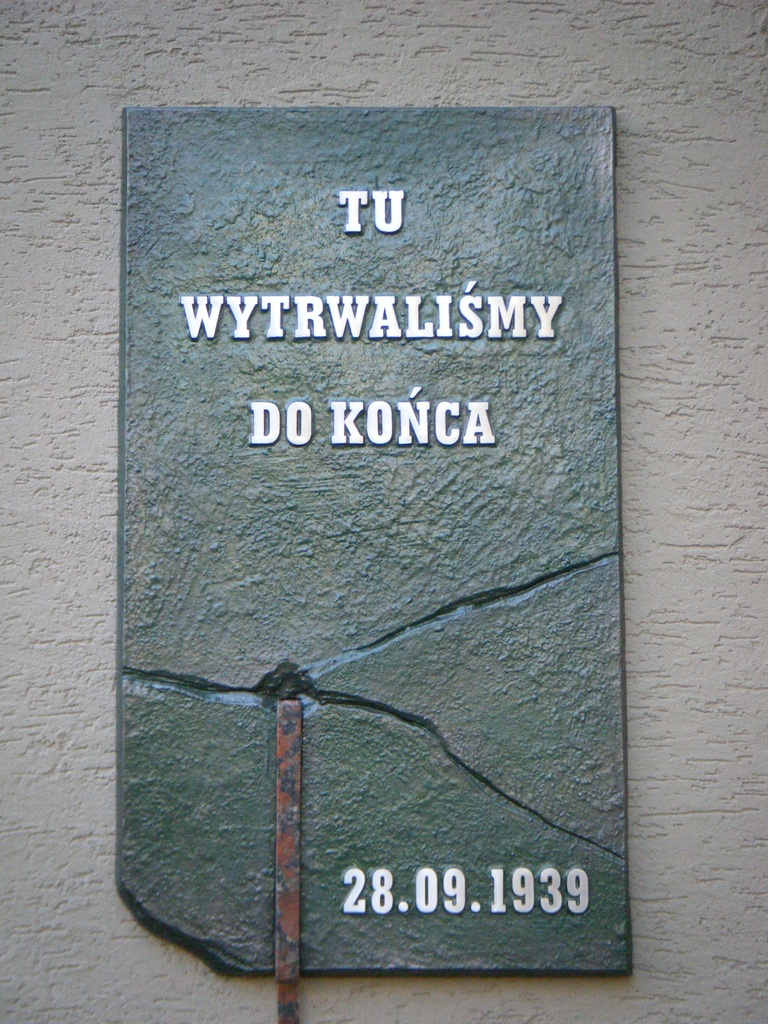
1 rue Francuska : plaque commémorative

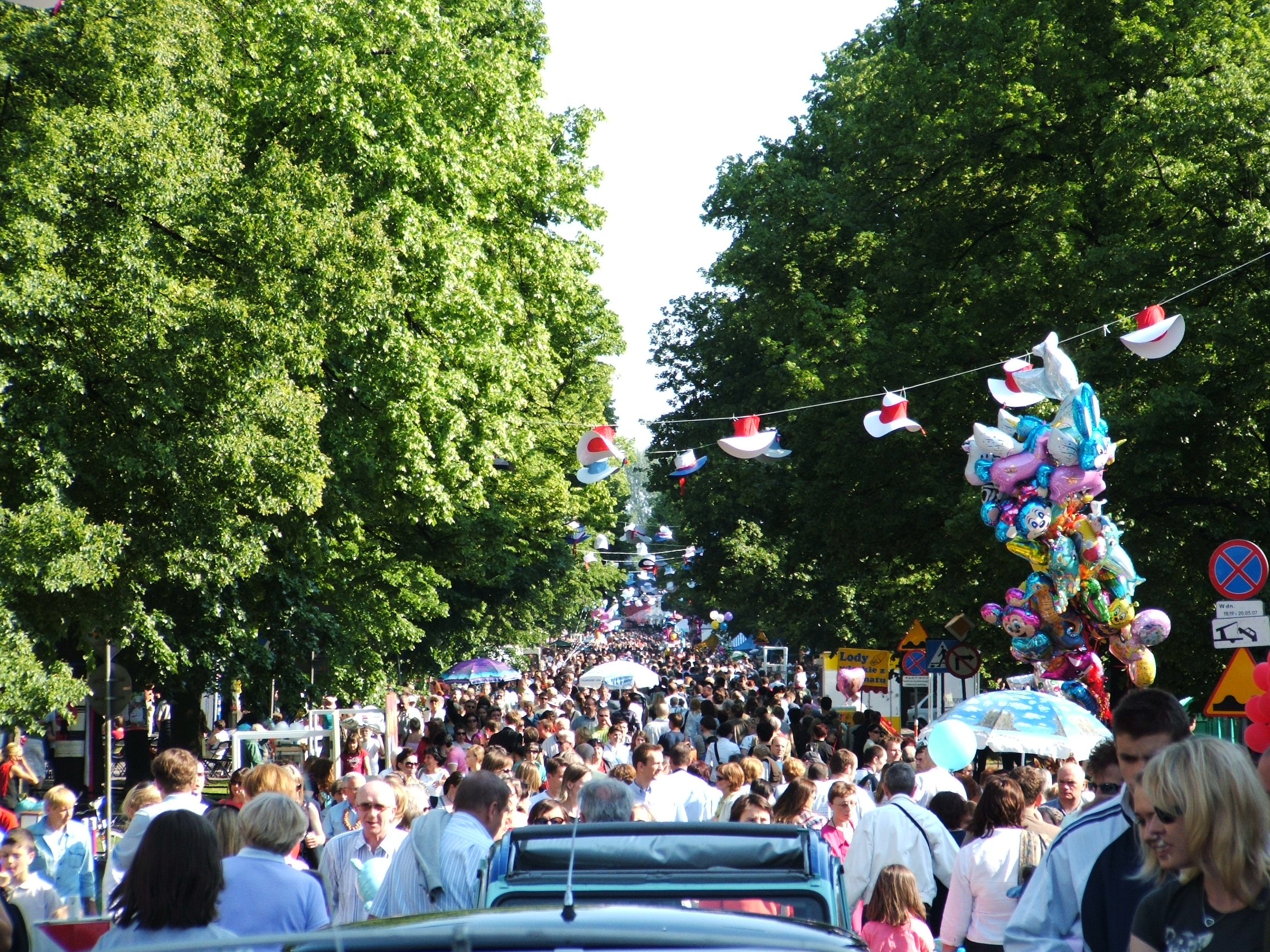
Festival de Saska Kępa en 2007

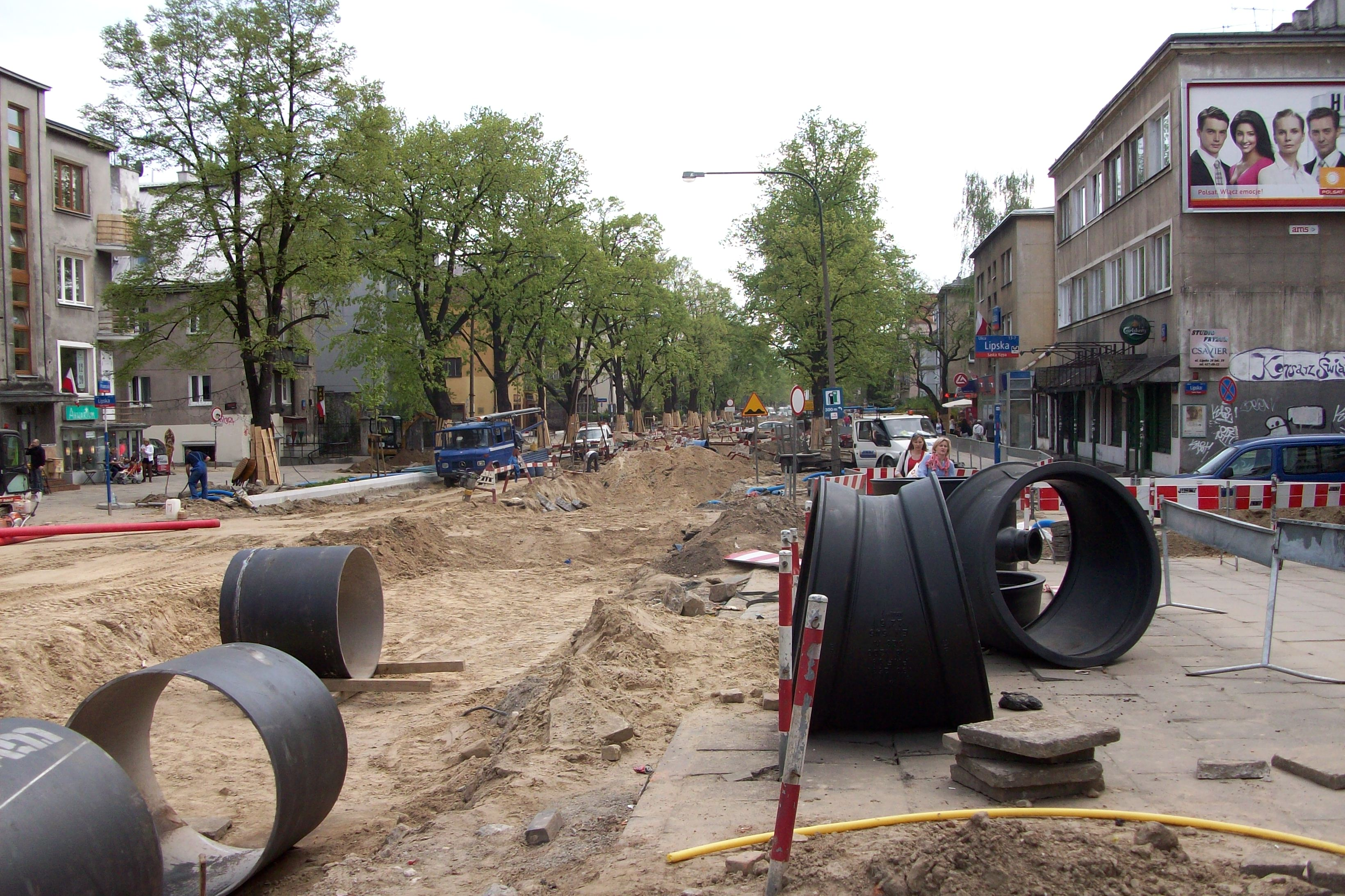
Travaux de rénovation en 2010

Le nom de la rue Francuska a été établi par une résolution du conseil municipal de Varsovie le 27 septembre 1926.
La construction de la rue a commencé dans les années 1930, facilitée par un accord conclu le 14 octobre 1931 entre les propriétaires fonciers locaux et les autorités de la ville. Le développement de la rue a également été stimulé par les activités de la Compagnie des eaux du district de Wawer, qui ont conduit à la création d'un réseau de canaux. En 1935, les bus de la ligne S circulaient déjà le long de la rue, avec pour terminus le rond-point Washington. En 1938, la rue était dotée d'une chaussée asphaltée et de trottoirs (l'asphalte a été posé en 1937, faisant de Francuska la troisième rue de Saska Kępa à être asphaltée). De la végétation a été plantée le long de la rue entre 1937 et 1938.

Il était initialement prévu de construire une église le long de la rue Francuska, mais finalement, un autre emplacement est choisi. Peu à peu, de nouvelles maisons apparaissent, distinguant rapidement la rue du reste du quartier. Comme l'écrit Bronisław Kopczyński :
À Saska Kępa, il n'y a pas si longtemps que ça, en 1933, il n'y avait qu'une douzaine de maisons et de villas sur la rue Miedzeszyńska, alors l'artère principale, et quelques-unes sur la Francuska. Des champs, des prairies et des vergers s'étendaient des deux côtés, avec un manoir ici et là. [Traduction personnelle pour la wikipédia francophone]. 
Le rythme rapide de la construction et la mise en œuvre tardive des plans réglementaires ont entraîné un développement hétérogène. Cet effet a suscité des opinions contradictoires. Par exemple, Adam Wolmar écrivait en 1935 à propos de la rue Francuska :
Un palais après l'autre, une villa après l'autre, tout est presque aussi beau qu'un rêve, en harmonie avec le fond, avec l'environnement aux proportions géométriques classiques, chantant avec des plans lumineux et une belle simplicité victorieuse. De fait, Żoliborz ne possède pas une seule rue entretenue dans un style aussi noble. [Traduction personnelle pour la wikipédia francophone]. 
Cependant, Marek Leykam (pl) critique l'aspect de la rue :
Construite selon une ligne brisée de façades, négligemment disposées par des « omentrów » occasionnels avant que la ville ne commence à tracer des rues. Une maison se dresse à côté d'une autre, chacune différente dans sa laideur. Un immeuble de quatre étages avec un joli pignon à côté d'une villa au dessin moderne, touchant un immeuble rougissant sous son toit. Construction lâche au milieu d'une anarchie dense et de toutes les formes possibles. [Traduction personnelle pour la wikipédia francophone]. 
Lors de la défense de Varsovie en septembre 1939, une barricade cruciale se trouvait à l'angle des rues Francuska et Zwycięzców. Des soldats polonais du 21e régiment d'infanterie « Dzieci Warszawy » (pl), le 21e régiment de uhlans de la Vistule et le 336e régiment d'infanterie combattirent ici contre le 44e régiment d'infanterie allemand de Prusse orientale, dont l'arrivée fut précédée par les bombardements de la Luftwaffe. Sept défenseurs reçoivent la Croix d'argent de la Virtuti Militari dès le 27 septembre 1939.
En 1942, c'est dans l'un des appartements de la rue Francuska qu'Anna Jachnina (pl) écrit les paroles de la chanson Siekiera, motyka. 
Après la fin de l'occupation allemande, le Bureau de reconstruction de la capitale (pl) décide de préserver le caractère existant de la rue, c'est-à-dire son rôle à la fois de voie de transport et de zone commerciale. Durant la période du réalisme socialiste, des plans sont élaborés pour construire une colonnade monumentale entourant le demi-cercle sud du rond-point Washington avec une interruption à l'entrée de la rue Francuska. Cependant, le projet ne voit pas le jour et des immeubles résidentiels sont érigés à la place. 
Depuis 2006, la rue Francuska est le lieu principal des événements du Festival de Saska Kępa (pl). En 2010, elle fait l'objet d'une rénovation majeure. La surface, les trottoirs, les places de stationnement et les arrêts d'autobus sont tous remplacés, et des voies séparées pour tourner vers les rues perpendiculaires sont ajoutées. En 2011, des plaques commémoratives de des combats de septembre 1939 sont dévoilées.